# لغة الشور
لغة الشور هي لغةٌ أتراكيةٌ يبلغ عدد الناطقين بها 2800 نسمة تنتشر في منطقة جبال شوريا، في إقليم كيميروفو في الجنوب الغربي من سيبيريا. ليس كل المنتسبين إلى إثنية الشور يجيدون التحدث بلغتها، فقد شهدت لغة الشور تراجعاً كبيراً في أعداد الناطقين بها ما بين حقبتي الثلاثينات والتسعينات. كان لانهيار الاتحاد السوفيتي أثراً إيجابياً على لغة الشور، فقد فتح الطريق أمام الجهود الرامية لبعثها من جديد. تُدرّس لغة الشور اليوم في فرع نوفوكوزنيتسك من جامعة كيميروفو الحكومية.
استعارت لغة الشور الكثير من المفردات والجذور من اللغتين المنغولية والروسية، مَثَلُها في ذلك كَمَثَل جميع اللغات المجاورة لها. اللهجتان الأساسيتان في الشور هما لهجتا المراسو والكوندوما، حيث تمت تسميتهما تبعاً للمنطقة التي تنتشر كل واحدةٍ منهما فيها، علماً بأن الاختلافات بينهما قليلة.
تعدّ لغة الشور جزءاً من اللغات الأتراكية الشمالية الشرقية، والتي تضم كلاً من لغات الخاكاس، ولغة التشوليم، والتوفان، والتوفا، والساخا (لغة ياقوتية)، والدولغان.
أول أبجديةٍ استُخدمت لكتابة الشور كانت الأبجدية السيريلية، إذ استُخدمت من قبل الإرساليات المسيحية في أواسط القرن التاسع عشر. لاحقاً، تم إضفاء بعض التعديلات على الأبجدية السيريلية المستخدمة في لغة الشور.
بهدف إلقاء الضوء على خطر الزوال الذي يُهدد لغة الشور، قام جينادي كوستوتشاكوف بنشر ديوان شعري بلغة الشور حمل عنوان «أنا آخر شاعرٍ بلغة الشور».